# Lausbub

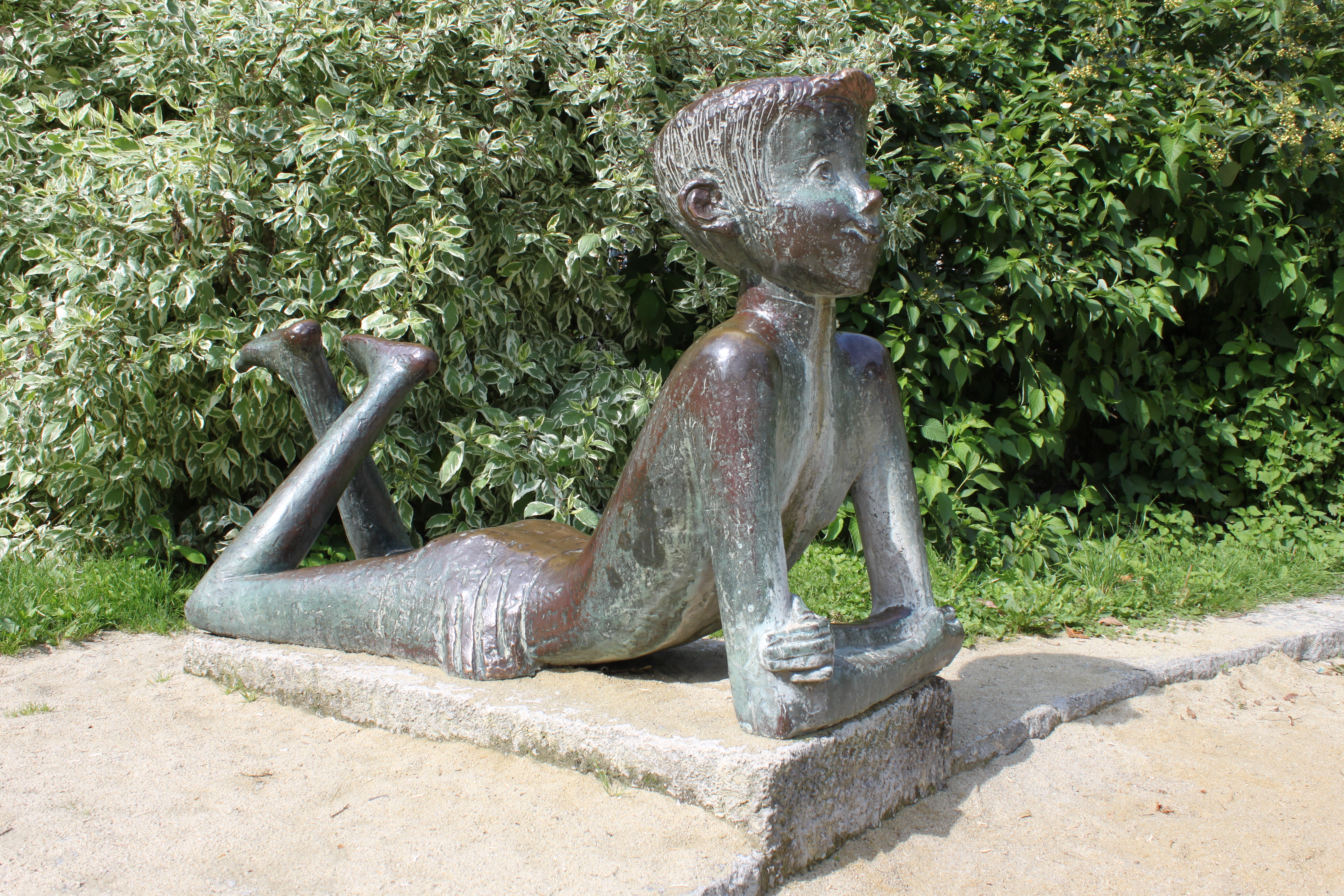
Lausbub. Bronzeplastik von Max Stockenhuber. Linz.

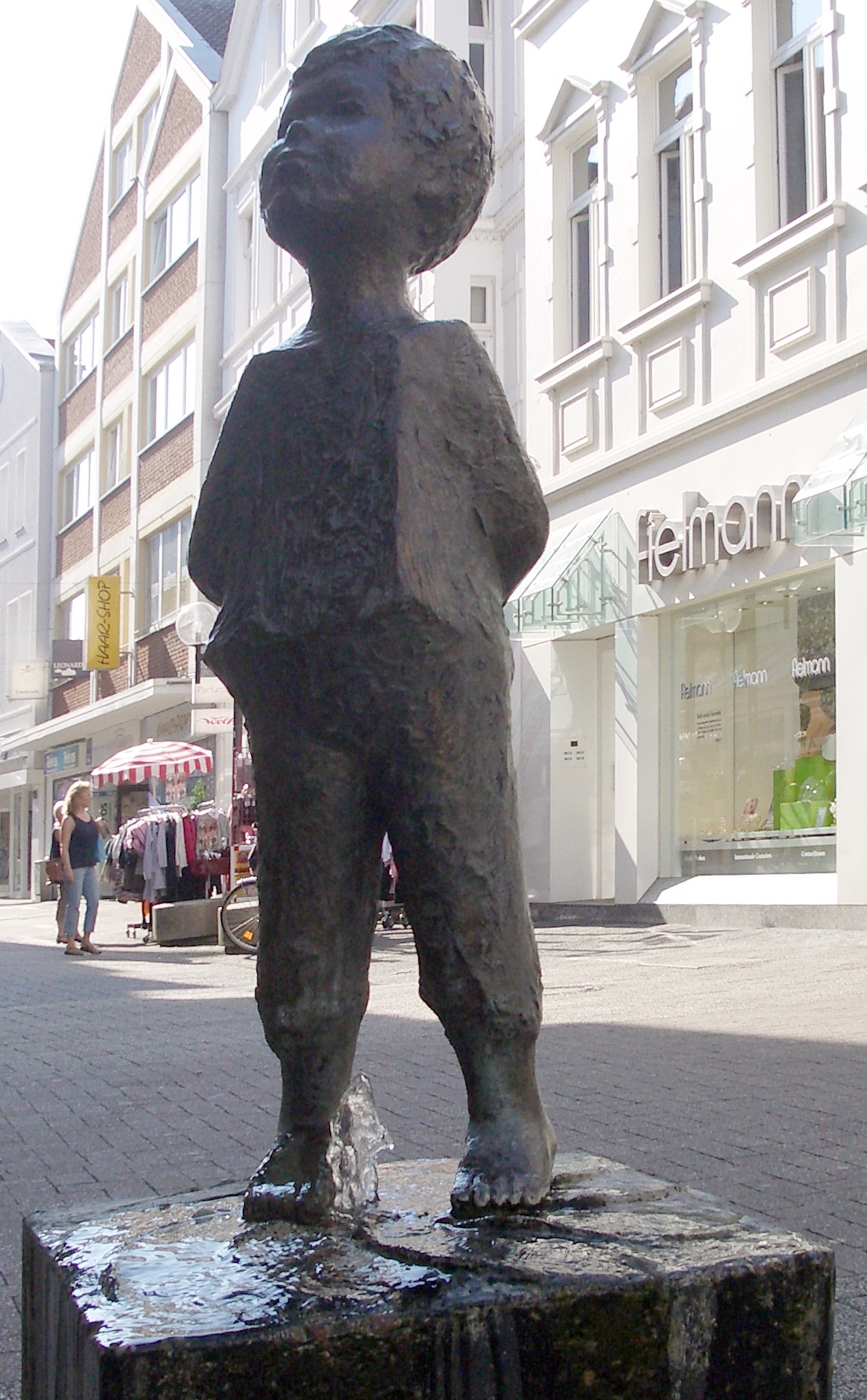
Der Lausbub von Marianne Bleeke-Ehret in der Bäckerstraße in Herford

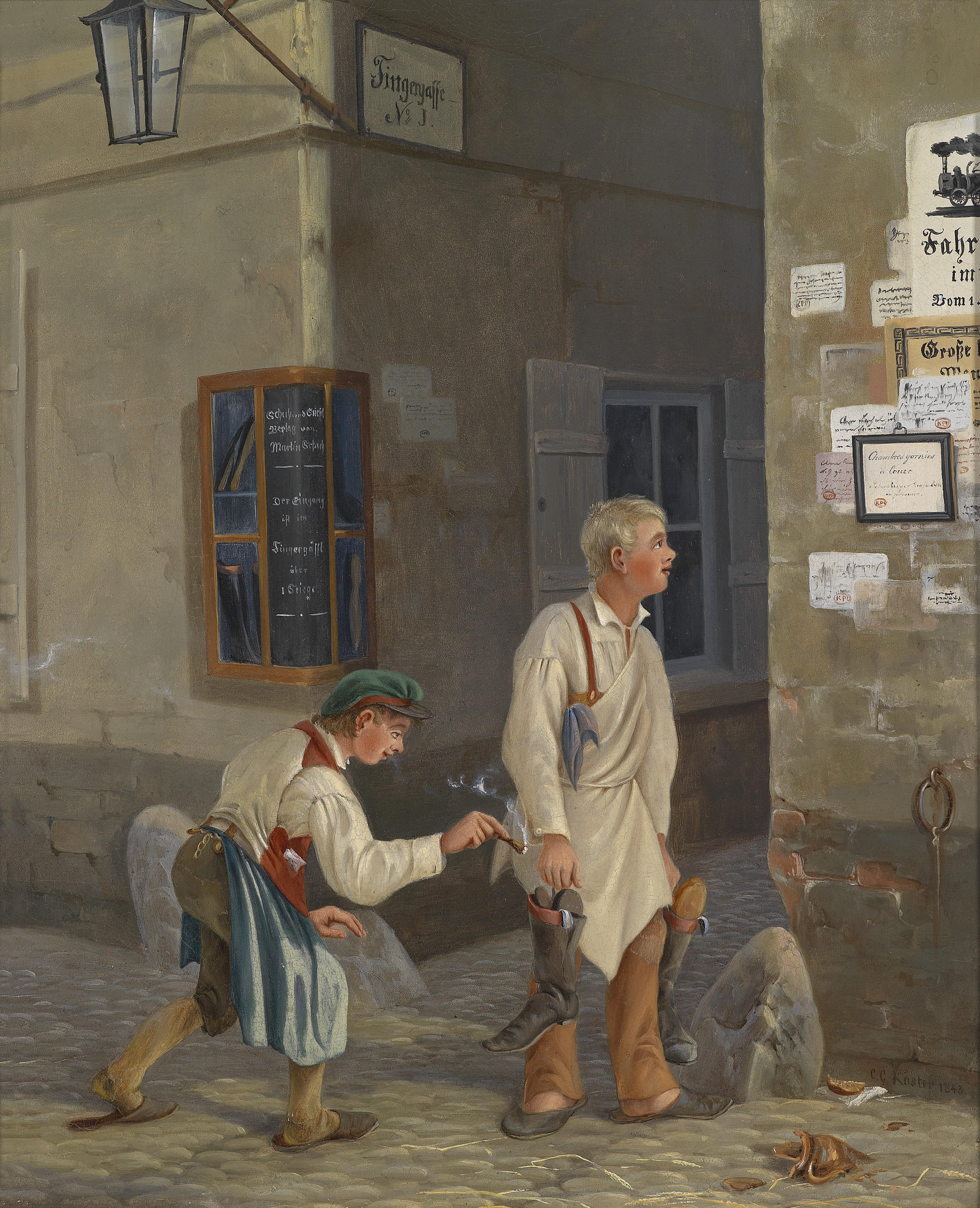
Carl Georg Köster (1812–1893): Der kleine Lausbub

Lausbub (auch Lauser, Lausbube, Lausejunge, Lausebengel) ist, besonders im süddeutschen Raum sowie in der Schweiz und in Österreich, eine scherzhafte Bezeichnung für einen frechen oder zu Streichen aufgelegten Buben. Im Österreichischen gibt es dazu das weibliche Pendant Lausmensch für ein schlimmes Mädchen.

## Herkunft
Die Brüder Grimm verstanden unter Lausbube ein Schimpfwort für einen schäbigen, unreifen Menschen und bezogen sich dabei auf eine Bemerkung Goethes, der Lausbub für einen Menschen verwendete, der „kein übles Ingenium hat, aber sich durch einen schäbigen Willen unnütz macht“.
Gemäß dem Schweizerischen Idiotikon (Schweizerdeutsches Wörterbuch) stammt die Aussage „Was für ein Spott wäre das für eine christliche Stadt, wenn sie solch einen Lausbuben duldete“ von Huldrich Zwingli aus dem Jahre 1523.
Der schweizerische Sender Radio SRF Musikwelle  brachte am 31. Juli 2013 die Sendung Als «Lausbub» noch ein Schimpfwort war und schrieb dazu in seiner Mailbox „Was sie scho imma ham wille wisse“:

„Es klingt niedlich, wenn man einen kleinen Schlawiner heute «Lausbub» nennt. Wie unser Sprachexperte Christian Schmid herausfand, galten Lausbuben früher hingegen als Gesindel der übelsten Sorte. Nur schon der Ausdruck «Bub» hatte eine negative Bedeutung. Auch Läuse spielten dabei eine Rolle.“

In der aufgezeichneten Radiosendung erzählt der Schweizer Dialektologe und SRF Redakteur Christian Schmid informativ und ausführlich über den Lausbub.
Im nordbayerischen Raum ist die Form „Lauser“ häufig anzutreffen, die ebenfalls auf die als Parasiten lebenden Läuse zurückgeht, die freche Gassenjungen einst spielend von Haus zu Haus trugen.

## Beispiele der künstlerischen Verwendung
- Caius, der Lausbub aus dem alten Rom – Jugendbuchreihe von Henry Winterfeld
- Der Lausbub aus Amerika – britische Filmkomödie aus dem Jahr 1938
- Lausbubengeschichten – Erzählungen von Ludwig Thoma, inzwischen ein ganzes Genre
- In dem Schwank Die widerspenstige Frau von Ernst Tegethoff wird eine Frau getötet, nur weil sie ihren Ehemann fortgesetzt „Lausbub“ nennt.[6]